# Directoire militaire
Royaume d'Espagne
Gouvernement García Prieto V Directoire civil
Le Directoire militaire (Directorio Militar) est le gouvernement du royaume d'Espagne en fonction le 15 septembre 1923 au 3 décembre 1925 sous la Dictature de Primo de Rivera.